# Reason (revista)
Reason é uma revista libertária publicada mensalmente nos Estados Unidos pela Reason Foundation. A revista tem uma circulação de cerca de 50 000 exemplares e foi nomeada uma das 50 melhores revistas em 2003 e 2004 pelo Chicago Tribune. 

## Histórico
Reason foi fundada em 1968 por Lanny Friedlander (1947–2011), um estudante da Universidade de Boston, como uma publicação mimeografada mais ou menos mensal. Em 1970, foi comprado por Robert W. Poole Jr., Manuel S. Klausner e Tibor R. Machan, que o estabeleceram em um cronograma de publicação mais regular. Como a revista impressa mensal de "mentes livres e mercados livres", cobre política, cultura e ideias com uma mistura de notícias, análises, comentários e críticas.